# Sam Lane
Pour les articles homonymes, voir Lane.
Sam Lane est un joueur de hockey sur gazon néo-zélandais évoluant au poste d'attaquant au Southern Alpiners et avec l'équipe nationale néo-zélandaise.

## Biographie
Sam est né le 30 avril 1997 à Temuka.

## Carrière
Il a été appelé en équipe nationale première en 2021 pour concourir aux Jeux olympiques d'été à Tokyo, au Japon.

## Palmarès
- : 2e à la Coupe d'Océanie en 2017
- : 2e à la Coupe d'Océanie en 2019